# دهستان دره‌شور
دهستان دره شور، نام دهستانی در بخش وردشت شهرستان سمیرم، استان اصفهان است. این دهستان در سال ۱۳۸۲ تأسیس شده‌است.

## مردم
مردم دهستان دره شور از ایل قشقایی ، طایفه دره شوری هستند و به زبان ترکی قشقایی سخن می گویند.